# Szerb Demokrata Párt (Horvátország)
Szerb Demokrata Párt (szerbül: Српска демократска странка, rövidítve: СДС / SDS) egy politikai párt volt Horvátországban, amelynek elsődleges választói a horvátországi szerbek voltak. Ez a párt vezette a Krajinai Szerb Köztársaságot. 1990 és 1995 között létezett.

## Története
Az SDS-t a demokratikus parlamentarizmus és a nacionalizmus újjászületése során 1990. február 17-én alapította Jovan Rašković szerb pszichiáter orvos és politikus az akkor még a Jugoszláv Szocialista Szövetségi Köztársaság részét képező Horvát Szocialista Köztársaságban. Amíg Horvát Demokratikus Közösség a horvátokat kívánta összegyűjteni, addig az SDS célja a horvátországi szerbek egy pártba tömörítése volt. A szomszédos Bosznia-Hercegovinában megalakult testvérpártja is, amely ugyanezt a politikát folytatta, míg a kisebb testvérpártok Szerbiában és Montenegróban, ahol még erős volt a szocializmus, soha nem váltak jelentőssé.
Az SDS részt vett az 1990 áprilisában és májusában megtartott első horvátországi demokratikus választásokon, ahol az első fordulóban a szavazatok 1,55%-át, a második fordulóban pedig 2%-át szerezte meg, így öt mandátumot szerzett a horvát parlamentben, ahol az ellenzékben foglalt helyet. Franjo Tuđman akkoriban az SDS-t tekintette a horvátországi szerbek elsődleges képviselőjének. Ők voltak a legnagyobb, kifejezetten nemzeti beállítottságú szerb párt Horvátországban, bár választási eredményük messze elmaradt a horvátországi szerb lakosság akkori 12,2%-os arányától.
Az SDS fő célja az volt, hogy megvédje a szerb lakosságot, amelyet veszélyeztetettnek ítélt, mivel az új horvát alkotmány a szerbek státuszát alkotmányozó társnemzetből nemzeti kisebbséggé fokozta le. 1990. július 6-án Milan Babić összehívta a szerbek lakta települések képviselőinek találkozóját, ahol elutasították azokat az alkotmánymódosításokat, amelyek kizárnák az ilyen önkormányzati társulásokat, kizárólag horvát jelképeket vezetnének be, és horvát-szerbről (hrvatskosrpski) horvátra (hrvatski) változtatnák a Horvátországban beszélt hivatalos nyelv nevét. Az SDS szembeszállt a HDZ Horvátország függetlenségének elérésére való törekvésével is, ehelyett Jugoszlávia része akart maradni.
Az 1990-es évek elején népszerűségét növelni tudta azzal, hogy Franjo Tuđman kormánya kemény diszkriminációt alkalmazott a horvátországi szerb lakossággal szemben. Beszámoltak a szerbek elnyomásáról is, valamint egy Belgrád által irányított médiakampányról, amely a horvátországi szerbeket a horvát többség által fenyegetettként ábrázolta. Ez intenzív kivándorlási hullámot okozott. Később, 1990-ben a párt jobboldali és nacionalista irányzata győzött, amely szerint a szerbek nem élhetnek együtt a horvátokkal a független Horvátországban, Rašković pedig közeli támogatóival együtt elhagyta Horvátországot. Ekkor Milan Babić vette át a párt vezetését, aki fontos szerepet játszott a Jugoszlávia felbomlásával kapcsolatos horvát területen lezajlott események megszervezésében. 1990 júliusában Babić és társai a horvátországi Srbben szerb nagygyűlést szerveztek, ahol Nyilatkozatot fogadtak el „a szerb nemzet szuverenitásáról és autonómiájáról” Horvátországban, és a gyűlés végrehajtó szerveként megalakították a Szerb Nemzeti Tanácsot. A Tanács úgy határozott, hogy népszavazást tart a horvátországi szerbek autonómiájáról és szuverenitásáról. A referendumot augusztus végén tartották, de a horvát kormány már előre törvénytelennek nyilvánította azt, így csak a szerb többségű településeken rendezték meg, ahol az autonómia és szuverenítás a szavazatok 97,7 százalékát kapta. Ezzel egyidőben Knin város szerb rendőrfőnöke, Milan Martić fegyvereket kezdett szétosztani a szerb lakosságnak, és a rönkforradalom kezdeteként barikádokat emeltetett a városban.
1990 decemberében megalakították a Krajinai Szerb Autonóm Területet (SAO Krajina). 1991 áprilisában a párt úgy döntött, hogy az általa ellenőrzött területet elszakítja a Horvát Köztársaságtól, és illegálisnak ítélve azt, meggyőzte a szerb kisebbséget, hogy bojkottálja az 1991. május 19-iki horvát függetlenségi népszavazást. Ehelyett az SDS egy héttel korábban (május 12-én) saját népszavazást szervezett, amelyen úgy döntött, hogy Jugoszláviában marad. 1991. április 1-jén a SAO Krajina vezetése deklarálta, hogy kiválik Horvátországból. Ezt a népszavazásukat viszont a horvát kormány nem ismerte el.

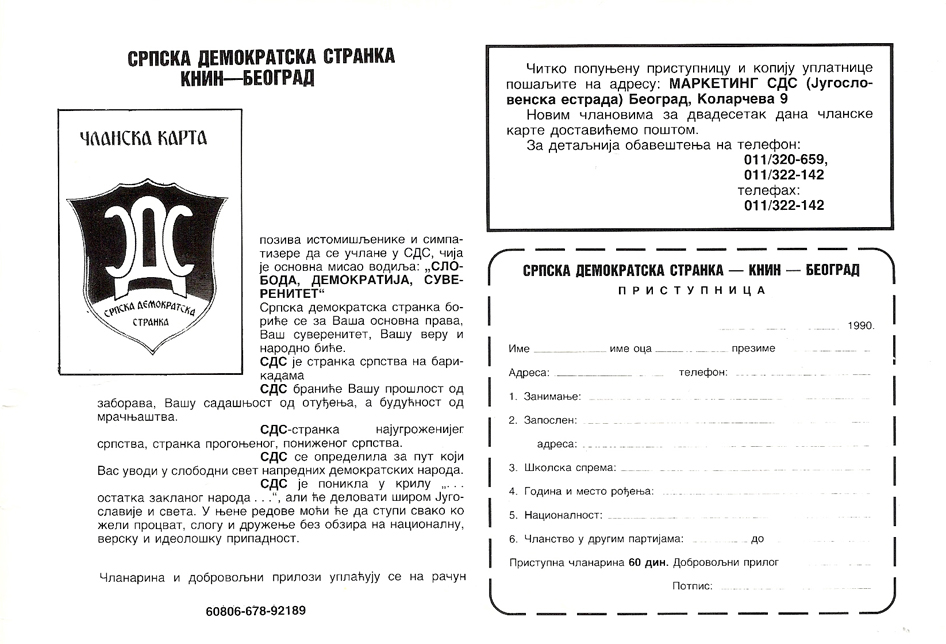
Az SDS egyik szórólapja

Ahogy 1991-ben eszkalálódott a horvátországi háború, az SDS átvette az önhatalmúlag kivált Krajinai Szerb Köztársaság (RSK) vezetését, amely akkor már Horvátország területének valamivel több, mint 30%-át tette ki. Miután Horvátország a háború korai szakaszában elfoglalta Nyugat-Szlavónia nagy részét (Otkos-10 és Hurrikán-91 hadműveletek), az RSK, és ezen belül az SDS által ellenőrzött terület 1992 januárjában stabilizálódott. A politikai pártnak, beleértve a gazdasági csődöt, a magas munkanélküliségi rátát és a Horvátország többi részéből érkező menekülteket egyre nagyobb gondokkal kellett megküzdenie. A nemzetközi békefenntartó erők (UNPROFOR) megérkezése és az azt követő ENSZ védnökségi területek kialakítása nagyban segítette a helyzetet, de a horvát erők időnkénti katonai akciói (Miljevci, Dubrovnik hátország, Peruča, Maslenica, Medak, Dinara) nagymértékben kimerítették az entitás katonai erejét. Az RSK jövőjével kapcsolatos párton belüli megosztottság tovább destabilizálta a politikai pártot.
Amikor 1995-ben a Vihar hadművelettel a horvát erők az RSK-t kiszorították az általa ellenőrzött területekről, a párt gyakorlatilag megszűnt. A volt Jugoszláviával foglalkozó Nemzetközi Törvényszék a párt számos vezetőjét vádolta meg a horvátok ellen a háborúban elkövetett bűncselekményekkel, így annak vezetőjét, Milan Babićot is, aki bűnösnek vallotta magát. 2005-ben a párttagság maradéka a belgrádi száműzetésben megalapította a Krajinai Szerb Köztársaság kormányát.

## Fordítás
- Ez a szócikk részben vagy egészben  a   Serb Democratic Party (Croatia) című angol Wikipédia-szócikk ezen változatának fordításán alapul.  Az eredeti cikk szerkesztőit annak laptörténete sorolja fel. Ez a jelzés csupán a megfogalmazás eredetét és a szerzői jogokat jelzi, nem szolgál a cikkben szereplő információk forrásmegjelöléseként.